# Seagrave
Seagrave – wieś w Anglii, w hrabstwie Leicestershire, w dystrykcie Charnwood. Leży 14 km na północ od miasta Leicester i 153 km na północny zachód od Londynu.